# Акофф, Рассел Линкольн
Рассел Линкольн Акофф (англ. Russell Lincoln Ackoff; 12 февраля 1919 — 29 октября 2009) — американский учёный в областях исследования операций, теории систем и менеджмента.

## Научная деятельность
Степень бакалавра архитектуры получил в Пенсильванском университете в 1941 году, в 1947 году там же защитил степень доктора философии по специальности «философия науки». Рассел Акофф был профессором менеджмента Уортонской школы бизнеса Пенсильванского университета. Автор 22 книг и более 150 статей, многие из которых переведены на русский язык, в частности «Основы исследования операций», «Планирование будущего корпорации», «Акофф о менеджменте» и др. Автор (совместно с Фредом Эмери) оригинальной гипотезы о психологической совместимости.
Работал в таких организациях, как:
- Пенсильванский университет, младший преподаватель философии: 1941—1942, 1946—1947.
- Армия США: 1942—1946.
- Университет Уэйна, ассистент-профессор философии и математики: 1947—1951.
- Бюро переписи населения США, методологический консультант: 1950.
- Центр исследования операций в Кейсовском технологическом институте, профессор (исследование операций) и директор: 1951—1964.
- Университет Бирмингема (Великобритания), приглашённый профессор (исследование операций): 1961—1962.
- Управление Пенсильванского университета, профессор, шеф департамента статистики и исследования операций, директор центра науки: 1964—1986.
- Государственный университет Мехико, визит-профессор: 1975—1976.
- Компания INTERRACT, член правления: 1986—1987.
- Совет директоров шведской образовательной организации The Tällberg Foundation[7] (Стокгольм, Нью-Йорк), член совета: 1987—1989.
- Вашингтонский университет, визит-профессор: 1989—1995.
- Национальная группа CQM, член правления: 1996.
- Программа развития ООН, консул: 1996—1999.
- Компания Deploy Solutions, член правления: 2000—2009.

## Сочинения
- Райветт П., Акофф Р. Исследование операций. Пособие для административно-управленческих работников = A Manager’s Guide to Operations Research. / Сокр. пер. с англ. В. Я. Алтаева. — М.: Мир, 1966. — 143 с.
- Черчмен У., Акоф Р., Арноф Л. Введение в исследование операций = Introduction to Operations Research. — М.: Наука, 1968. — 488 с.
- Акоф Р., Сасиени М. Основы исследования операций = Fundamentals of Operations Research. / Пер. с англ. под ред. И. А. Ушакова. — М.: Мир, 1971. — 533 с.
- Акофф Р. Планирование в больших экономических системах = A Concept of Corporate Planning. / Пер. с англ. Г. Б. Рубальского. Под ред. И. А. Ушакова. — М.: Советское радио, 1972. — 223 с.
- Акофф Р., Эмери Ф. О целеустремлённых системах = On Purposeful Systems. / Пер. с англ. под ред. И. А. Ушакова. — М.: Советское радио, 1974. — 272 с.
- Акофф Р. Искусство решения проблем = The Art of Problem Solving. / Пер. с англ. под ред. Е. Г. Коваленко [Для научных библиотек]. — М.: Мир, 1982. — 224 с.
- Акофф Р. Л. Менеджмент в XXI веке. Преобразование корпорации. / Пер.с англ. Ф. П. Тарасенко. — Томск: Изд-во Том. ун-та, 2006.
- Акофф Р. Л., Магидсон Дж., Эддисон Г.Дж. Идеализированное проектирование. / Пер.с англ. Ф. П. Тарасенко. — Днепропетровск: «Баланс БизнесБук», 2007.
- Коррупция: причины происхождения и способы преодоления / Перевод с англ. и научное редактирование: Ф. П. Тарасенко; перевод работ группы авторов: Рассел Л. Акофф, Рауль Карвахал, Томас А. Коуэн, Али Геранмайе(х), Арон Каценелинбойген, Санхей Шаран. — Томск: Издательский дом Томского государственного университета, 2019. — 204 с. — ISBN 978-5-94621-805-4.